# Carrington (Grand Manchester)
Pour les articles homonymes, voir Carrington.
Carrington est un village et une paroisse civile du Grand Manchester, en Angleterre. Il est situé dans le district de Trafford et relevait à l'origine du comté de Cheshire.
Le village se trouve à l'ouest de la zone urbaine du Grand Manchester et comprend plusieurs sites industriels.
Le centre d'entraînement du Manchester United Football Club s'y trouve.